# Николай Милков (дипломат)
Николай Милков е български историк и дипломат.

## Биография
Николай Милков Милков е роден на 10 декември 1957 г. в София. През 1976 г. завършва 9 френска езикова гимназия „Алфонс дьо Ламартин“. Следва Международни отношения в УНСС и се дипломира през 1983 г. Кариерата си започва с научно-преподавателска дейност и през 1991 г. му е присъдена научната степен „доктор на историческите науки“. Има публикации в специализирана научна периодика. Владее английски, френски и руски, ползва испански език.
През 1992 г. започва работа в Министерството на отбраната като референт за НАТО и ЗЕС в Управление „Политика и сигурност“. В периода от 1993 до 1997 г. заема различни длъжности в областта на отбраната: през 1993 г. е съветник по международното сътрудничество в кабинета на министъра на отбраната; след това е помощник-началник на сектор в Разузнавателно управление на ГЩ, отговарящ за политическия анализ.
От 1997 г. до 2001 г. е директор на дирекция „Координация и планиране“ в Министерство на външните работи. Член е на българските правителствени делегации за 52-ра, 53-та, 54-та и 55-а Сесия на Общото събрание на ООН. През 2001 г. Милков е назначен за посланик на Република България в Република Румъния. В периода от 2004 до 2005 г. е заместник-министър на външните работи, отговарящ за отношенията с НАТО и въпросите на сигурността, балканските държави и двустранните отношения със страните от Европа.
От 2005 г. до 2009 г. е генерален консул на Република България в Ню Йорк. От септември 2009 г. до март 2010 г. е висш дипломатически служител с ранг „посланик“ в Министерство на външните работи.
В периода от 2010 до 2013 г. работи отново в Министерството на отбраната, където е назначен като първия постоянен секретар на отбраната.
В периода от 2013 до 2017 г. е извънреден и пълномощен посланик в Канада. В края на 2017 г. е назначен за секретар за българското председателство на Съвета на ЕС, а впоследствие – за секретар по външната политика на Президента на Република България. На 4 ноември 2020 г. Николай Милков е удостоен от президента с Почетния знак на държавния глава. От 31 януари 2021 г. той е извънреден и пълномощен посланик във Франция. От 2 август 2022 г. е назначен за министър на външните работи в първото и второто служебно правителство на Гълъб Донев.
От 3 май 2023 Милков е назначен за постоянен представител на България в Северноатлантическия съвет към НАТО със седалище в Брюксел.
Женен с две дъщери.